# Episodi di Rude Awakening (terza stagione)
La terza e ultima stagione della sitcom Rude Awakening è stata trasmessa in prima visione negli Stati Uniti d'America da Showtime dal 29 giugno 2000 al 15 febbraio 2001.
In Italia la stagione è stata trasmessa in prima visione da Canal Jimmy nella primavera del 2003.
| nº | Titolo originale               | Titolo italiano                               | Prima TV USA      |
| -- | ------------------------------ | --------------------------------------------- | ----------------- |
| 1  | If I Could See Me Now (part 1) | Se potessi vedermi ora (parte 1)              | 29 giugno 2000    |
| 2  | If I Could See Me Now (part 2) | Se potessi vedermi ora (parte 2)              | 29 giugno 2000    |
| 3  | To Love and To Serve           | Per amare e servire                           | 6 luglio 2000     |
| 4  | Relation-slips                 | Un po' di tenerezza                           | 13 luglio 2000    |
| 5  | Truth Don't Fail Me Now        | Confessioni                                   | 20 luglio 2000    |
| 6  | Me, Myself, and I              | Me, mestessa e io                             | 27 luglio 2000    |
| 7  | Judging Billie                 | Billie sotto processo                         | 3 agosto 2000     |
| 8  | How Was Your Date?             | Visita turbolenta                             | 10 agosto 2000    |
| 9  | Do The Right Thing             | Nuove responsabilità                          | 17 agosto 2000    |
| 10 | The Casting Ouch               | Audizioni complicate                          | 24 agosto 2000    |
| 11 | Three Men in a Womb            | Tre uomini e un utero                         | 31 agosto 2000    |
| 12 | All's Well That Amends Well    | Tutto è bene quel che finisce bene            | 7 settembre 2000  |
| 13 | Telltale Heart                 | Cuore di mamma                                | 14 settembre 2000 |
| 14 | Throw Mama from the Apartment  | Ebbrezza di sobrietà                          | 4 gennaio 2001    |
| 15 | Ode to Billie and Joe          | Padri e dispari                               | 11 gennaio 2001   |
| 16 | Kiss, Kiss, Kiss...            | Passione da cinema                            | 18 gennaio 2001   |
| 17 | Duck                           | Anatra                                        | 25 gennaio 2001   |
| 18 | Blessings and Dead Guys        | Benedizioni e funerali                        | 1º febbraio 2001  |
| 19 | Dawg Daze Afternoon            | Il gigolo                                     | 8 febbraio 2001   |
| 20 | Altar Ego                      | Fermate il matrimonio del mio migliore amico! | 15 febbraio 2001  |